# خواجه‌آباد (لالی)
خواجه‌آباد (لالی)، روستایی از توابع بخش مرکزی شهرستان لالی در استان خوزستان ایران است.
اهالی روستای  خواجه آباد غالبا از طایفه اوسیوند ، تیره خواجه می باشند  که خاندان فولادی و تاجپور از جمله ساکنین این روستا هستند.بیشتر مردم این روستا به شاهین شهر اصفهان و اهواز مهاجرت کرده اند.
دیگر نام های خانوادگی این طایفه رمضانپور اسعدیه ، خواجه پور ، جمشیدی ، شیلایی ، خواجه زاده ، بهشتی ، شجاعی ، آدامون ، اروانه ، اسیوند ،
خاکسار ، قبادی میباشد.
شغل مردم روستا
مردم این روستا بیشتر به کشاورزی ، دام پروری و قالب بندی ساختمان مشغول هستند ، البته در لالی سایر شهرها جوانان این روستا به شغل های اداری و نظامی هم مشغول هستند.
موقعیت جغرافیایی روستا 
روستای خواجه  آباد واقع در دهستان دشت لاله از توابع بخش مرکزی شهرستان لالی در ۷کیلومتری مرکز شهرستان لالی واقع گردیده است  این روستا : 
از شمال به کوه 
از جنوب به کوه 
از شرق به روستای ططر آباد وشهرستان لالی
از غرب به روستای گچ کرسا متصل میباشد. 
این روستا بر اساس آخرین  سرشماری رسمی کشور در سال 85 دارای ۳۴۵ نفر جمعیت و بر اساس سرشماری خانه  بهداشت در سال 1390 دارای ۶۸۷ نفر جمعیت می باشد . 
سابقه تاریخی روستا 
قدمت  روستای خواجه آباداولیاکه درمنطقه ای بنام شیرین آب بودبه بیش ازیک قرن می رسد،وخواجه آبادسفلی بامکان جغرافیایی فعلی به 43سال می رسد که در خصوص وجه تسمیه روستا چنین  است که اجداد و جد پدری طایفه ملقب به خواجه بوده است واز این لحاظ خواجه  آباد نام گرفت.

## جمعیت
این روستا در دهستان دشت لالی قرار دارد و براساس سرشماری مرکز آمار ایران در سال ۱۳۸۵، جمعیت آن ۴۹۱ نفر (۸۸خانوار) بوده‌است.